# Малиновський Микола (1799–1865)
Мико́ла Малино́вський (пол. Mikołaj Malinowski, лит. Mikalojus Malinovskis, 17 грудня 1799 — 29 червня 1865) — історик, археограф, видавець документів з історії Великого князівства Литовського та Речі Посполитої (Польщі, Литви, України, Білорусі).

## Життєпис
Навчався у Віленському університеті, учень Готфріда Ернста Гроддека та Йоахима Лелевеля. Був членом таємного товариства філаретів, обраний головою «синього» відділення товариства.
З листопада 1823 по квітень 1824 року за участь у таємному студентському товаристві перебував ув'язнений під слідством і судом. Уникнувши заслання, жив у Вільні, друкувався в місцевій періодичній пресі, входив до складу Віленської археологічної комісії.
З 1859 року Микола Іванович Малиновський був дійсним членом особового складу Музею Старовини Віленської археологічної комісії.
Надрукував близько десяти наукових статей. Посмертно опубліковано його спогади (Краків, 1907). Найважливішим внеском у науку вважається видання історичних джерел - "Хроніки" Мацея Стрийковського (Вільна, 1846), "Хроніки" Ваповського (Вільна, 1847, у власному перекладі з латинської на польську).
Зібрав велику бібліотеку у кілька тисяч томів, яку після його смерті придбав Ян Дзялинський для Курницької бібліотеки.
Під його керівництвом було видано багато цінних праць з польсько-литовсько-української історії:
- Zrzódła do dziejów polskich Tom 1 (1844) Tom 2 (1844)
- Kronika polska, litewska, żmódzka i wszystkiéj Rusi Macieja Stryjkowskiego Tom 1 (1846) Tom 2 (1846)
- Pamiętniki o dawnéj Polsce z czasów Zygmunta Augusta, obejmujące listy Jana Franciszka Commendoni do Karola Boromeusza z Biblioteki Berberiańskiej Tom 1 (1847) Tom 2 (1847)
- Dzieje Korony Polskiéj i Wielkiego Księstwa Litewskiego od roku 1380 do 1535 Tom 1 (1847) Tom 2 (1847) Tom 3 (1848)
- Żywoty arcybiskupów gnieźnieńskich, prymasów Korony Polskiéj i Wielkiego Księstwa Litewskiego, od Wilibalda do Andrzeja Olszowskiego włącznie Tom 1 (1860) Tom 2 (1860) Tom 3 (1860) Tom 4 (1860) Tom 5 (1860)

Похований на цвинтарі Расу у Вільні.